# Sonia Couto
Sonia Couto Souza Feitosa ou simplesmente Sonia Couto (São Paulo) é uma educadora, pedagoga, professora do ensino básico, escritora e ativista pelo direito à educação brasileira.
Ela é uma educadora e pesquisadora notória por suas investigações sobre o método Paulo Freire e sobre as políticas públicas e práticas pedagógicas associadas à educação para jovens e adultos (EJA) no Brasil.

## Biografia
Formada na segunda metade da década de 1980 em Letras pela Universidade Camilo Castelo Branco e, em meados da década de 1990, em Pedagogia pela Universidade Guarulhos, Sonia atuou como professora do ensino básico na rede municipal de educação pública de São Paulo. 
Desde 1996, ela desempenha o seu ativismo pelo direito à educação na condição de integrante do Instituto Paulo Freire (IPF). Nesta organização não-governamental, Sonia atua como coordenadora do Centro de Referência Paulo Freire, vinculado ao IPF.
Em 1999, ela prosseguiu os seus estudos de pós-graduação stricto sensu no mestrado na Faculdade de Educação da Universidade de São Paulo (FE-USP), onde defendeu a dissertação "Método Paulo Freire, princípios e práticas de uma concepção popular de Educação", sob orientação do professor Moacir Gadotti, no qual Sonia Couto desenvolveu suas pesquisas no campo da educação, da alfabetização e do "método Paulo Freire".
Em 2012, ela prosseguiu os seus estudos de pós-graduação stricto sensu no doutorado na mesma universidade, ela defendeu a tese "Das grades às matrizes curriculares participativas na EJA: os sujeitos na formulação da Mandala Curricular", sob orientação do professor Moacir Gadotti, nos quais ela desenvolveu suas pesquisas no campo da educação de jovens e adultos.

## Pensamento

### Reflexões sobre o método Paulo Freire
Sonia Couto defende que a proposta de alfabetização de Paulo Freire é muito mais um método de aprender do que um método de ensinar, de modo a conferir protagonismo ao estudante no seu processo de aprendizado.
Assim, Sonia afirma que esse método “parte do pressuposto que o conhecimento está sempre em construção, portanto não existe saber pronto e acabado. A proposta de alfabetização de Paulo Freire instiga a curiosidade epistemológica e, consequentemente, o desejo de saber mais. É uma alfabetização que promove não só a leitura da palavra, mas amplia a leitura do mundo. Esse caráter crítico e conscientizador é o que diferencia a metodologia freiriana das demais metodologias de alfabetização.”

### Educação de Jovens e Adultos
Sonia Couto defende que não se deve subestimar o jovem ou adulto que está inserido em um aprendizado. Isto significa que em uma realidade de mais de uma dezena de milhões de adultos acima de 15 anos que não sabem ler e escrever, como é o caso do Brasil, faz-se necessário que reconhecer antes o que eles de fato sabem. Nesse sentido, ela afirma que: “Esse adulto já avançou, constituiu família e muitas vezes conseguiu ter sua casa própria e trabalho. É importante ter respeito aos saberes que o educando construiu ao longo da vida”.
Sonia Couto entende que é muito importante a diferenciação das metodologias de alfabetização para crianças e adultos. Assim, ela alerta que os estudantes mais velhos, mesmo que estejam muitas vezes interessados em aprender, eles acabam se decepcionando quando encontram na sala uma metodologia infantilizada. Consequentemente, acaba sendo fundamental que os métodos respeitem as diferentes faixas etárias dos estudantes.
Sobre a evolução dos aprendizes no EJA, ela afirma que: “O bom de trabalhar com EJA [Educação de Jovens e Adultos] é porque percebemos a evolução do aluno a cada dia. Ele tem muito desejo de aprender, muitas vezes mais do que uma criança, e isso é fundamental no processo de aprendizagem. Ele chega à sala pensando que não sabe nada, e em um mês se desenvolve, porque o que precisava era do contato com a cultura escrita, que vai liberando conhecimentos adormecidos”.

## Principais obras

### Livros
- Tecendo o saber (Rio de Janeiro: Instituto Paulo Freire; Fundação Roberto Marinho, 2005).
- Método Paulo Freire, a reinvenção de um legado (1ª ed. Brasília: Liber livros, 2008).
- Método Paulo Freire, a reinvenção de um legado (2ª ed. Brasília: Liber livros, 2011). ISBN 9788598843650

### Capítulos e artigos
- "O método Paulo Freire". In: Moacir Gadotti, Margarita Gomes, Lutgardes Freire. (Org.). Lecciones de Paulo Freire - Cruzando Fronteras: experiencias que se completan. Buenos Aires: Clacso, 2003.
- "O ECA e o Método Paulo Freire". In: Ana Luisa Vieira; Francisca Rodrigues de Oliveira Pini; Janaina Abreu. (Org.). Salvar o Estatuto da Criança e do Adolescente. São Paulo: Editora e Livraria do Instituto Paulo Freire, 2015.
- "Educação de Jovens e Adultos: memórias e lutas". Direcional Educador, São Paulo, 01 mar. 2015.